# Trauma infantil
El concepto de trauma infantil describe experiencias adversas graves durante la infancia. Los niños pueden pasar por una variedad de experiencias que se clasifican como trauma psicológico; estas pueden incluir negligencia, abandono, abuso sexual, abuso emocional y abuso físico. También pueden ser testigos del abuso de un hermano o de un padre, o tener un padre con una enfermedad mental. El trauma infantil se ha correlacionado con efectos negativos posteriores sobre la salud y el bienestar psicológico. Sin embargo, la resiliencia también es un resultado común: muchos niños que experimentan experiencias adversas en la infancia no desarrollan problemas de salud mental o física.

## Salud

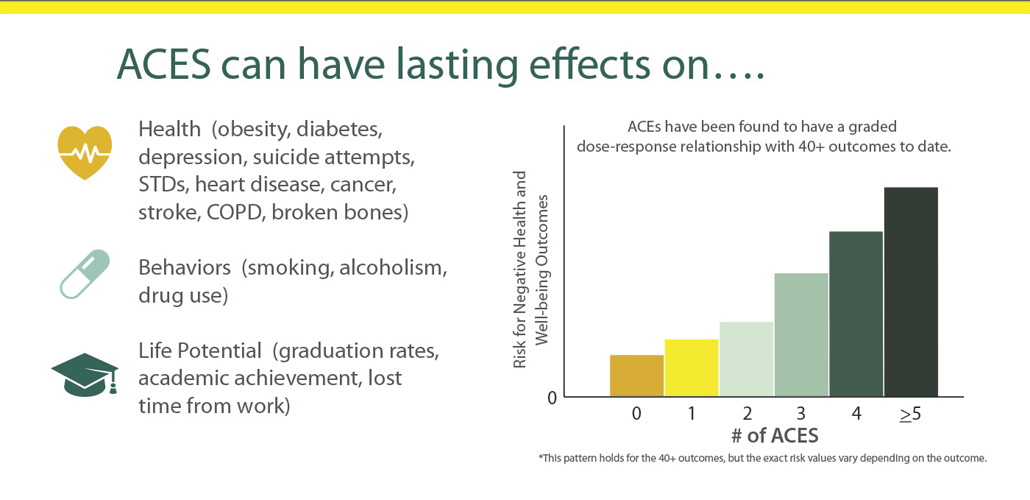
Efectos duraderos de las experiencias adversas en la infancia

Las experiencias traumáticas de la infancia conducen a un estrés que aumenta la carga alostática del individuo, afectando negativamente al sistema inmunitario, al sistema nervioso y al sistema endocrino. La exposición al estrés crónico puede triplicar o cuadriplicar el riesgo de sufrir resultados médicos adversos. El trauma infantil a menudo está vinculado a diversos problemas de salud, como depresión, hipertensión, enfermedades autoinmunes, cáncer de pulmón y mortalidad prematura.
Los efectos del trauma infantil en al desarrollo del cerebro pueden obstaculizar la regulación emocional y perjudicar el desarrollo de las habilidades sociales. Las investigaciones indican que los niños criados en entornos familiares traumáticos o riesgosos a menudo muestran una internalización excesiva (por ejemplo, retraimiento social, ansiedad) o externalización (por ejemplo, comportamiento agresivo) y comportamiento suicida. Investigaciones recientes han descubierto que el abuso físico y sexual están asociados con trastornos de ansiedady del estado de ánimo en la edad adulta, mientras que el abuso emocional está vinculado con trastornos de personalidad y esquizofrenia más adelante en la vida. Investigaciones recientes sugieren que las consecuencias para la salud mental de los traumas infantiles pueden comprenderse mejor a través de un marco dimensional (internalizante y externalizante) en lugar de trastornos específicos.

### Impacto psicológico
La negligencia, el abandono, el abuso sexual, el abuso emocional y el abuso físico son formas de trauma psicológico que pueden tener efectos duraderos en la salud mental de un niño. Estos tipos de abuso alteran la sensación de seguridad y confianza del niño, lo que puede conducir a diversos trastornos mentales, entre ellos el trastorno de estrés postraumático (TEPT), problemas de apego, depresión y abuso de sustancias. Las etapas sensibles y críticas del desarrollo infantil pueden dar lugar a un funcionamiento neurológico alterado, adaptativo a un entorno maligno pero difícil para entornos más benignos.
El trauma experimentado en la infancia también puede aumentar la vulnerabilidad a desarrollar graves problemas de salud mental, como la psicosis, ya que el individuo puede tener comprometida su capacidad para regular sus emociones. En un estudio realizado por Stefania Tognin y Maria Calem que comparó pacientes sanos (healthy comparisons: HC) e individuos con riesgo clínicamente alto de desarrollar psicosis (CHR), el 65,6% de los pacientes CHR y el 23,1% de los HC experimentaron algún nivel de trauma infantil. La conclusión del estudio muestra que existe una correlación entre los efectos del trauma infantil y el alto riesgo de psicosis.

## Efectos en los adultos
Como adulto, los sentimientos de ansiedad, preocupación, vergüenza, culpa, impotencia, desesperanza, dolor, tristeza e ira que comenzaron con un trauma en la infancia pueden persistir. Además, quienes experimentan traumas en la infancia tienen más probabilidades de enfrentar problemas de salud mental como ansiedad, depresión, suicidio y autolesiones, trastorno de estrés postraumático, abuso de sustancias y dificultades en las relaciones. Los efectos del trauma infantil no se limitan a las consecuencias emocionales. Los sobrevivientes de traumas infantiles también tienen mayor riesgo de desarrollar asma, enfermedad cardíaca coronaria, diabetes o accidentes cerebrovasculares. También tienen mayor probabilidad de desarrollar una "respuesta de estrés incrementada" que puede dificultarles la regulación de sus emociones, provocar dificultades para dormir, menor función inmunológica y aumentar el riesgo de una serie de enfermedades físicas a lo largo de la edad adulta. Las mujeres tienen más probabilidades de sufrir abusos sexuales, mientras que los niños a menudo sufren abusos físicos y negligencia, pero el estigma puede impedirles buscar ayuda. Los jóvenes LGBTQ+ enfrentan niveles desproporcionadamente altos de trauma debido al acoso, el rechazo familiar y la discriminación. Las normas sociales afectan la forma en que los niños expresan su angustia emocional; es posible que se aliente a algunos a "aguantar" en lugar de recibir apoyo.

### Epigenética
El trauma infantil puede dejar marcas epigenéticas en los genes de un niño, que modifican químicamente la expresión genética silenciando o activando genes, o la metilación del ADN. Esto puede alterar procesos biológicos fundamentales y afectar negativamente la salud a lo largo de la vida. Un estudio de 2013 descubrió que las personas que habían experimentado un trauma infantil tenían una neuropatología diferente a la de las personas con trastorno de estrés postraumático (TEPT) a causa de un trauma experimentado después de la infancia.  Esta investigación se ha centrado principalmente en la metilación asociada con el gen NR3C1, sin embargo, la investigación sobre el impacto epigenético del trauma se ha extendido a otros genes, incluido KITLG.
Los sobrevivientes de traumas de guerra o maltrato infantil tienen mayor riesgo de sufrir trastornos del espectro traumático como el trastorno de estrés postraumático (TEPT). Además, el estrés traumático se ha asociado con alteraciones en el sistema neuroendocrino e inmunológico, aumentando el riesgo de enfermedades físicas. En particular, se han observado alteraciones epigenéticas en genes que regulan el eje hipotalámico-hipofisario-adrenal, así como el sistema inmunológico, en sobrevivientes de traumas infantiles y adultos.   
Las experiencias traumáticas podrían incluso afectar parámetros psicológicos y biológicos en la próxima generación, es decir, el estrés traumático podría tener efectos transgeneracionales.  Se encontró que la exposición de los padres a traumas estaba asociada con un mayor riesgo de trastorno de estrés postraumático (TEPT) y trastornos del estado de ánimo y de ansiedad en los hijos, ya que también se han observado alteraciones biológicas asociadas con el TEPT y/u otros trastornos relacionados con el estrés en los hijos de sobrevivientes de traumas que no informan exposición a traumas o trastornos psiquiátricos. Los modelos animales han demostrado que la exposición al estrés puede producir alteraciones epigenéticas en la siguiente generación, y se ha planteado la hipótesis de que dichos mecanismos sustentan la vulnerabilidad a los síntomas en los hijos de los sobrevivientes de traumas. Se ha demostrado que las respuestas conductuales duraderas al estrés y las alteraciones epigenéticas en la descendencia adulta están mediadas por cambios en los gametos, efectos en el útero, variaciones en el cuidado posnatal temprano y/u otras experiencias tempranas de la vida que están influenciadas por la exposición parental. Estos cambios podrían dar lugar a alteraciones duraderas de la respuesta al estrés, así como al riesgo para la salud física.  Además, los efectos del trauma parental podrían transmitirse a la siguiente generación a través de la angustia parental y el entorno pre y postnatal, así como por marcas epigenéticas transmitidas a través de la línea germinal.  Si bien la investigación epigenética tiene un gran potencial para hacer avanzar nuestra comprensión de las consecuencias del trauma, los hallazgos deben interpretarse con cautela, ya que la epigenética solo representa una pieza de un complejo rompecabezas de factores biológicos y ambientales en interacción.

#### Efectos transgeneracionales
Las personas pueden transmitir sus marcas epigenéticas, incluidas las neuronas desmielinizadas, a sus hijos. Los efectos del trauma pueden transferirse de una generación de sobrevivientes de un trauma infantil a generaciones posteriores de descendientes. Esto se conoce como trauma transgeneracional o trauma intergeneracional, y puede manifestarse en las conductas parentales así como epigenéticamente. La exposición a traumas infantiles, junto con el estrés ambiental, también puede causar alteraciones en los genes y la expresión genética. Cada vez hay más literatura que sugiere que las experiencias de trauma y abuso que los niños viven dentro de relaciones cercanas no sólo ponen en peligro su bienestar durante la infancia, sino que también pueden tener consecuencias duraderas que se extienden hasta bien entrada la edad adulta. Estas consecuencias duraderas pueden incluir problemas de regulación emocional, que luego pueden transmitirse a las generaciones posteriores a través de las interacciones entre padres e hijos y de conductas aprendidas.

## Costos socioeconómicos
Los costos sociales y económicos del abuso y la negligencia infantil son difíciles de calcular, algunos son directos y están relacionados directamente con el maltrato, como los costos hospitalarios para el tratamiento médico de lesiones sufridas debido al abuso físico y los costos de hogares de acogida que resultan del retiro de los niños cuando no están seguros con sus familias. Otros costos, que están menos directamente relacionados con la incidencia del abuso, incluyen un menor rendimiento académico, la criminalidad en la edad adulta y problemas de salud mental de por vida. Tanto los costos directos como los indirectos impactan en la sociedad y la economía. Por ejemplo, los niños que sufren maltrato tienen más probabilidades de tener un bajo rendimiento escolar, lo que puede limitar sus oportunidades económicas futuras y aumentar la probabilidad de desempleo.
Los efectos psicológicos a largo plazo del abuso, como la depresión, el trastorno de estrés postraumático y el abuso de sustancias, pueden provocar mayores costos de atención médica y tasas de mortalidad más elevadas. Un estudio de los Centros para el Control y la Prevención de Enfermedades (Centers for Disease Control and Prevention: CDC) estimó que el costo de vida del maltrato infantil en los Estados Unidos es de más de 124 mil millones de dólares anuales, teniendo en cuenta tanto los costos directos, que incluyen servicios de atención médica y bienestar infantil, como los costos indirectos, que incluyen pérdida de productividad, gastos de justicia penal y servicios de educación especial. Tanto los costos directos como los indirectos impactan significativamente en la sociedad y la economía.
La pobreza amplifica el trauma, exponiendo a los niños a la inestabilidad habitacional, la inseguridad alimentaria y entornos peligrosos. Las familias de bajos ingresos a menudo tienen dificultades para acceder a la atención de salud mental debido a los costos y las barreras de transporte. Las escuelas con fondos insuficientes pueden carecer de recursos especializados en traumas, lo que deja a los niños afectados sin el apoyo adecuado.

## Resiliencia
La exposición al maltrato en la infancia predice significativamente una variedad de resultados negativos en la edad adulta. Sin embargo, no todos los niños que están expuestos a un evento potencialmente traumático desarrollan problemas posteriores de salud mental o física. Por lo tanto, existen factores que reducen el impacto de eventos potencialmente traumáticos y protegen a un individuo de desarrollar problemas de salud mental después de la exposición a un evento potencialmente traumático. Estos se llaman factores de resiliencia.
Las investigaciones sobre niños que mostraron un desarrollo adaptativo al enfrentar la adversidad comenzaron en la década de 1970 y continúan hasta el día de hoy. La resiliencia se define como “el proceso, la capacidad o el resultado de una adaptación exitosa a pesar de circunstancias desafiantes o amenazantes”. El concepto de resiliencia proviene de investigaciones que demostraron que experimentar emociones positivas tenía un efecto restaurador y preventivo en la experiencia de emociones negativas de manera más amplia con respecto al bienestar físico y psicológico en general y más específicamente con respecto a las reacciones al trauma. Esta línea de investigación ha contribuido al desarrollo de intervenciones que se centran en promover la resiliencia en lugar de centrarse en los déficits de un individuo que ha experimentado un evento traumático. Se ha descubierto que la resiliencia reduce el riesgo de suicidio, depresión, ansiedad y otros problemas de salud mental asociados con la exposición a traumas en la infancia.
Cuando un individuo con alto nivel de resiliencia experimenta un evento potencialmente traumático, su nivel relativo de funcionamiento no se desvía significativamente del nivel de funcionamiento que exhibía antes de la exposición a un evento potencialmente traumático. Además, ese mismo individuo puede recuperarse más rápidamente y con más éxito de una experiencia potencialmente traumática que un individuo que se podría decir que es menos resiliente. En los niños, el nivel de funcionamiento se operacionaliza a medida que el niño continúa comportándose de una manera que se considera apropiada para el desarrollo de un niño de esa edad. El nivel de funcionamiento también se mide por la presencia de trastornos de salud mental como depresión, ansiedad, trastorno de estrés postraumático, etc.

### Factores que afectan la resiliencia
Los factores que afectan la resiliencia incluyen los culturales como el estatus socioeconómico, de modo que tener más recursos a disposición generalmente equivale a una mayor resiliencia al trauma. Además, la gravedad y la duración de la experiencia potencialmente traumática afectan la probabilidad de experimentar resultados negativos como resultado del trauma infantil. Un factor que no afecta la resiliencia es el género, ya que tanto hombres como mujeres son igualmente sensibles a los factores de riesgo y protección. La capacidad cognitiva tampoco es un predictor de la resiliencia.
Se ha demostrado que el apego es uno de los factores más importantes a tener en cuenta a la hora de evaluar la resiliencia relativa de un individuo. Los niños con vínculos seguros con un adulto con estrategias de afrontamiento eficaces tenían más probabilidades de soportar experiencias adversas durante la infancia de manera adaptativa. Los apegos seguros a lo largo de la vida (incluida la adolescencia y la edad adulta) parecen ser igualmente importantes para fomentar y mantener la resiliencia. El apego seguro a los pares durante la adolescencia es un predictor particularmente fuerte de resiliencia. En el contexto del abuso, se cree que estos apegos seguros reducen el grado en el que los niños abusados perciben a los demás como poco confiables. En otras palabras, mientras que algunos niños que sufren abuso pueden comenzar a considerar a otras personas como peligrosas y en las que no se puede confiar, los niños que pueden desarrollar y mantener relaciones saludables tienen menos probabilidades de tener estas opiniones. Los niños que experimentan traumas pero también mantienen un apego saludable con múltiples grupos de personas (en esencia, adultos, compañeros, parejas románticas, etc.) a lo largo de la infancia, la adolescencia y la adultez son particularmente resilientes.
La personalidad también afecta el desarrollo (o falta de desarrollo) de la psicopatología adulta como resultado del abuso infantil. Las personas que obtuvieron una puntuación baja en neuroticismo presentan menos resultados negativos, como psicopatología, actividad delictiva y mala salud física, después de la exposición a un evento potencialmente traumático. Además, se ha descubierto que las personas con puntuaciones más altas en apertura a la experiencia, responsabilidad y extroversión son más resilientes a los efectos del trauma infantil.

### Mejorar la resiliencia
Uno de los conceptos erróneos más comunes sobre la resiliencia es que las personas que la demuestran son de alguna manera especiales o extraordinarias. La adaptación exitosa, o resiliencia, es bastante común entre los niños. Esto se debe en parte a la naturaleza naturalmente adaptativa del desarrollo infantil. Por lo tanto, la resiliencia se mejora al proteger contra factores que podrían socavar la resiliencia innata de un niño. Los estudios sugieren que la resiliencia se puede mejorar al brindarles a los niños que han estado expuestos a traumas entornos en los que se sientan seguros y puedan vincularse firmemente con un adulto sano. Por lo tanto, las intervenciones que promueven vínculos fuertes entre padres e hijos son particularmente eficaces para amortiguar los posibles efectos negativos del trauma.
Además, los investigadores de la resiliencia sostienen que la adaptación exitosa no es simplemente un resultado, sino un proceso de desarrollo que continúa durante toda la vida de una persona. Por lo tanto, la promoción exitosa de la resiliencia también debe ser continua durante toda la vida de una persona.

## Pronóstico
El trauma afecta a cada niño de manera diferente. Algunos niños que sufren un trauma desarrollan problemas importantes y duraderos, mientras que otros pueden presentar síntomas mínimos y recuperarse más rápidamente. Los estudios han demostrado que, a pesar de los amplios impactos del trauma, los niños pueden recuperarse y lo hacen con intervenciones adecuadas. La atención basada en el trauma se adapta a las necesidades únicas de quienes han sufrido traumas y produce mejores resultados que los tratamientos estándar. El apoyo temprano y sostenido puede mejorar significativamente el bienestar emocional y psicológico a largo plazo de los niños afectados por un trauma.

## Tipos de trauma

### Abuso emocional
El abuso emocional es a menudo una forma discreta de trauma que puede ocurrir tanto de forma abierta como encubierta, en torno a un patrón de manipulación emocional, palabras abusivas, aislamiento, discretización, humillación y más, que tiende a tener un efecto internalizado en la autoestima, los ideales, los valores y la realidad de un individuo. El abuso emocional en niños es un problema distinto en relación con el trauma infantil y los efectos que tiene en los niños cuando crecen en un hogar emocionalmente abusivo o están en relación con individuos emocionalmente abusivos.

### Acoso escolar
El bullying es cualquier acción no provocada con la intención de dañar, ya sea física o psicológicamente, a alguien que se considera con menos poder, ya sea física o socialmente. El acoso es una forma de hostigamiento que a menudo se repite y es habitual, y puede ocurrir en persona o en línea.

### Violencia comunitaria
A diferencia del acoso, que es directo, el trauma de la violencia comunitaria no siempre se perpetúa directamente en el niño, sino que es el resultado de estar expuesto a actos y comportamientos violentos en la comunidad, como la violencia de pandillas, los tiroteos escolares, los disturbios o la brutalidad policial. La exposición a la violencia comunitaria, ya sea directa o indirecta, está asociada con muchos resultados negativos para la salud mental de los niños y adolescentes, incluidos la internalización de síntomas relacionados con el trauma, problemas académicos, abuso de sustancias, e ideación suicida.
La evidencia también indica que la violencia tiende a generar más violencia; los niños que presencian violencia comunitaria muestran sistemáticamente niveles más altos de agresión a lo largo de los períodos de desarrollo, incluida la niñez temprana y media, así como la adolescencia.

### Trauma complejo
El trauma complejo ocurre por la exposición a episodios múltiples y repetitivos de victimización u otros eventos traumáticos. Las personas que están expuestas a múltiples formas de trauma a menudo muestran una amplia gama de dificultades en comparación con quienes solo han tenido una o pocas exposiciones al trauma. Por ejemplo, se han observado complicaciones cognitivas (disociación), problemas afectivos, somáticos, conductuales, relacionales y de autoatribución en personas que han experimentado un trauma complejo.

### Desastres
Más allá de la experiencia de los desastres naturales y provocados por el hombre, los traumas relacionados con los desastres incluyen la pérdida de seres queridos, los trastornos causados por la falta de vivienda y las dificultades causadas por el desastre y el colapso de las estructuras comunitarias. La exposición a un desastre natural es una experiencia altamente estresante que puede llevar a una amplia gama de resultados desadaptativos, particularmente en los niños. La exposición a desastres naturales constituye un factor de riesgo para la mala salud psicológica en niños y adolescentes. Los síntomas psicológicos tienden a disminuir con el tiempo después de la exposición, no es un proceso rápido.

### Violencia de pareja
De manera similar a la violencia comunitaria, el trauma relacionado con la violencia de pareja no necesariamente se perpetúa directamente en el niño, sino que puede ser el resultado de la exposición a la violencia dentro del hogar, a menudo de la violencia perpetrada contra uno o más cuidadores o miembros de la familia. A menudo va acompañado de abuso físico y emocional directo del niño. Ser testigo de violencia y amenazas contra un cuidador durante los primeros años de vida se asocia con graves consecuencias para la salud y el desarrollo del niño.
Las consecuencias para los niños incluyen angustia psicológica, trastornos de conducta, alteraciones en la autorregulación, dificultades en la interacción social y apego desorganizado. Los niños que estuvieron expuestos a violencia interpersonal tuvieron más probabilidades de desarrollar problemas de salud mental a largo plazo que aquellos con traumas no interpersonales. El impacto de presenciar violencia de pareja podría ser más grave para los niños más pequeños. Los niños más pequeños dependen completamente de sus cuidadores que los niños mayores, no sólo para el cuidado físico sino también para el cuidado emocional. Esto es necesario para que puedan desarrollar un desarrollo neurológico, psicológico y social normal. Esta dependencia puede contribuir a su vulnerabilidad a presenciar violencia contra sus cuidadores.

### Trauma médico
El trauma médico, a veces llamado “estrés traumático médico pediátrico”, se refiere a un conjunto de respuestas psicológicas y fisiológicas de los niños y sus familias al dolor, las lesiones, las enfermedades graves, los procedimientos médicos y las experiencias de tratamientos invasivos o aterradores. El trauma médico puede ocurrir como respuesta a uno o más eventos médicos.  Los niños aún están desarrollando habilidades cognitivas y debido a esto procesan la información de manera diferente. Es posible que asocien el dolor con el castigo y crean que hicieron algo malo que les provocó dolor o que de alguna manera fueron ellos quienes causaron su lesión. Los niños pueden experimentar interrupciones en el vínculo con sus cuidadores debido a su experiencia médica traumática. Esto depende de la edad del niño y de su comprensión de sus dificultades médicas. Por ejemplo, un niño pequeño puede sentirse traicionado por sus padres si lo han obligado a participar en actividades que contribuyeron a su dolor, como administrarle medicamentos o llevarlo al médico. Al mismo tiempo, la relación padre-hijo se ve afectada debido a que los padres se sienten impotentes, culpables o inadecuados.

### Abuso físico
El abuso físico infantil es un trauma físico o lesión física causada por bofetadas, palizas, golpes o cualquier otro daño a un niño. Este abuso se considera no accidental. Las lesiones pueden variar desde hematomas leves hasta fracturas de huesos, fracturas de cráneo e incluso la muerte. Las consecuencias a corto plazo del abuso físico infantil incluyen fracturas, discapacidades cognitivas o intelectuales, déficit de habilidades sociales, trastorno de estrés postraumático, otros trastornos psiquiátricos, mayor agresión y conductas externalizantes, ansiedad, conductas de riesgo y conducta suicida. Las consecuencias a largo plazo incluyen dificultad para confiar en los demás, baja autoestima, ansiedad, problemas físicos, ira, internalización de la agresión, depresión, dificultades interpersonales y abuso de sustancias.

### Trauma de los refugiados
El trauma infantil relacionado con los refugiados puede ocurrir en el país de origen del niño debido a la guerra, la persecución o la violencia, pero también puede ser resultado del proceso de desplazamiento o incluso de las perturbaciones y transiciones del reasentamiento en el país de destino. Los estudios sobre jóvenes refugiados revelan altos niveles de exposición a traumas relacionados con la guerra y han encontrado profundas consecuencias adversas de estas experiencias para la salud mental de los niños. Algunas de las consecuencias de experimentar traumas en los niños refugiados son problemas de conducta, trastornos del estado de ánimo y de ansiedad, trastorno de estrés postraumático (TEPT) y dificultades de adaptación.

### Trauma de separación
El trauma de separación es una alteración en una relación de apego que altera el desarrollo neurológico y puede conducir a la muerte. La separación crónica de un cuidador puede ser extremadamente traumática para un niño. Además, la separación de una figura parental o de apego mientras se padece un trauma infantil separado también puede producir un impacto duradero en la seguridad del apego del niño. Esto puede estar posteriormente asociado con el desarrollo de sintomatología postraumática adulta.

### Duelo traumático
El duelo traumático se distingue del proceso de duelo tradicional en que el niño es incapaz de afrontar la vida diaria y puede incluso no recordar a un ser querido fuera de las circunstancias de su muerte. Este puede ser a menudo el caso cuando la muerte es el resultado de una enfermedad repentina o un acto de violencia.

## Tratamiento
Los efectos del trauma infantil sobre la salud se pueden mitigar mediante atención y tratamiento.
Existen muchos tratamientos para el trauma infantil, incluidos tratamientos psicosociales y tratamientos farmacológicos. Los tratamientos psicosociales pueden estar dirigidos a individuos, como la psicoterapia, o a poblaciones más amplias, como las intervenciones en toda la escuela. Si bien los estudios (revisiones sistemáticas) de la evidencia actual han demostrado que muchos tipos de tratamientos son efectivos, la terapia cognitivo-conductual centrada en el trauma puede ser la más efectiva para tratar el trauma infantil.
Por el contrario, otros estudios han demostrado que las terapias farmacológicas pueden ser menos eficaces que las terapias psicosociales para tratar el trauma infantil. Por último, la intervención temprana puede reducir significativamente los efectos negativos del trauma infantil sobre la salud.

### Tratamientos psicosociales

#### Terapia cognitivo-conductual
La terapia cognitivo-conductual (TCC) es el tratamiento psicológico de elección para el TEPT y está recomendada por las mejores pautas de tratamiento. El objetivo de la TCC es ayudar a los pacientes a cambiar sus pensamientos, creencias y actitudes para controlar mejor sus emociones. Además, está estructurado para ayudar a los pacientes a afrontar mejor el trauma y mejorar sus habilidades para resolver problemas. Muchos estudios proporcionan evidencia de que la TCC es eficaz para tratar el TEPT en términos de la magnitud de la reducción de los síntomas con respecto a los niveles previos al tratamiento y la recuperación del diagnóstico. Las barreras de tratamiento asociadas incluyen el estigma, el costo, la geografía y la disponibilidad insuficiente del tratamiento.

#### Terapia cognitivo-conductual centrada en el trauma
La terapia cognitivo conductual centrada en el trauma (TF-CBT) es una rama de la terapia cognitivo conductual diseñada para tratar casos de TEPT en niños y adolescentes. Este modelo de tratamiento combina los principios de la TCC con enfoques sensibles al trauma. Ayuda a introducir habilidades para afrontar los síntomas del trauma tanto para el niño como para el padre, si están disponibles, antes de permitir que el niño procese el trauma por su cuenta en un espacio seguro. Los estudios (revisiones sistemáticas) han demostrado que la terapia cognitivo-conductual centrada en el trauma es uno de los tratamientos más eficaces para minimizar los efectos psicológicos negativos del trauma infantil, en particular el TEPT.

#### Terapia de desensibilización y reprocesamiento por movimientos oculares
La terapia de desensibilización y reprocesamiento por movimientos oculares (EMDR) es una técnica utilizada por los terapeutas para ayudar a procesar recuerdos traumáticos. La intervención hace que el paciente recuerde recuerdos traumáticos y utilice estimulación bilateral, como movimientos oculares o golpeteo de dedos, para ayudar a regular sus emociones. El proceso se completa cuando el paciente se desensibiliza al recuerdo y puede recordarlo sin tener una respuesta negativa. Un ensayo controlado aleatorio mostró que la EMDR redujo los síntomas de TEPT en niños que habían estado expuestos a un solo evento traumático y fue rentable. Además, los estudios han demostrado que la EMDR es un tratamiento eficaz para el TEPT.

#### Terapia dialéctica conductual
Se ha demostrado que la terapia dialéctica conductual (DBT) ayuda a prevenir la autolesión y mejorar el funcionamiento interpersonal al reducir la evitación experiencial y la ira expresada mediante una combinación de técnicas cognitivo-conductuales y de atención plena.

#### Tratamiento "héroes de la vida real"
El tratamiento "héroes de la vida real" (Real life heroes: RLH), una intervención de tratamiento secuencial centrada en el apego para niños con TEPT complejo que se centra en tres componentes principales: regulación del afecto, relaciones de apoyo emocional e integración de la historia de vida para desarrollar recursos y habilidades para la resiliencia.  Un estudio de 126 niños determinó que el tratamiento era eficaz para reducir los síntomas del TEPT y mejorar los problemas de conducta.

#### Sistema de codificación del proceso narrativo-emocional
El sistema de codificación del proceso narrativo-emocional (Narrative-emotion process coding system: NEPCS) es un sistema de codificación conductual que identifica ocho marcadores del cliente: Historia abstracta, Historia vacía, Emoción no narrada, Historia incipiente, La misma historia de siempre, Historia de tramas en competencia, Historia de resultado inesperado e Historia de descubrimiento. Cada marcador varía en el grado en que se representan indicadores específicos del proceso narrativo y emocional en segmentos de tiempo de un minuto extraídos de sesiones de terapia grabadas en video. Como se ha demostrado anteriormente, una mayor integración de la expresión narrativa y emocional se ha asociado con la recuperación de un trauma complejo.

#### Marco de apego, autorregulación y competencia
El marco de apego, autorregulación y competencia (Attachment, Self-Regulation, and Competency: ARC) es una intervención para niños y adolescentes afectados por un trauma complejo. El marco ARC es una intervención flexible, basada en componentes, para el tratamiento de niños y adolescentes que han experimentado un trauma complejo. El marco se basa teóricamente en teorías de apego, trauma y desarrollo y aborda específicamente tres dominios centrales afectados por la exposición a traumas interpersonales crónicos: apego, autorregulación y competencias de desarrollo. Un estudio que utilizó datos de la Red Nacional de Estrés Traumático Infantil de Estados Unidos concluyó que el tratamiento con el marco ARC era eficaz y reducía los problemas de conducta y los síntomas del TEPT en un grado similar al de la terapia cognitivo-conductual centrada en el trauma.

#### Enfoques que abarcan la escuela
Muchas de las intervenciones a nivel escolar que se han estudiado difieren considerablemente entre sí, lo que limita la solidez de la evidencia que respalda las intervenciones a nivel escolar para tratar el trauma infantil; sin embargo, los estudios sobre enfoques a nivel escolar muestran que tienden a ser moderadamente eficaces, reduciendo los síntomas del trauma, fomentando el cambio de comportamiento y mejorando la autoestima.

### Tratamientos farmacéuticos
La mayoría de los estudios que evalúan la efectividad del uso de productos farmacéuticos (medicamentos) para el tratamiento del trauma infantil se centran específicamente en el tratamiento del TEPT. El trastorno de estrés postraumático (TEPT) es solo uno de los efectos sobre la salud que puede tener un trauma infantil. Pocos estudios evalúan la efectividad del tratamiento farmacéutico para tratar otros efectos del trauma infantil sobre la salud, además del TEPT.
Los inhibidores selectivos de la recaptación de serotonina (ISRS) y otros antidepresivos son medicamentos que se utilizan comúnmente para tratar los síntomas del TEPT. Los estudios (revisiones sistemáticas) han demostrado que los medicamentos pueden ser menos efectivos que las terapias psicosociales para tratar el TEPT. Sin embargo, se ha demostrado que los medicamentos son eficaces cuando se combinan con otra forma de terapia, como la TCC para el TEPT.